# John Harington

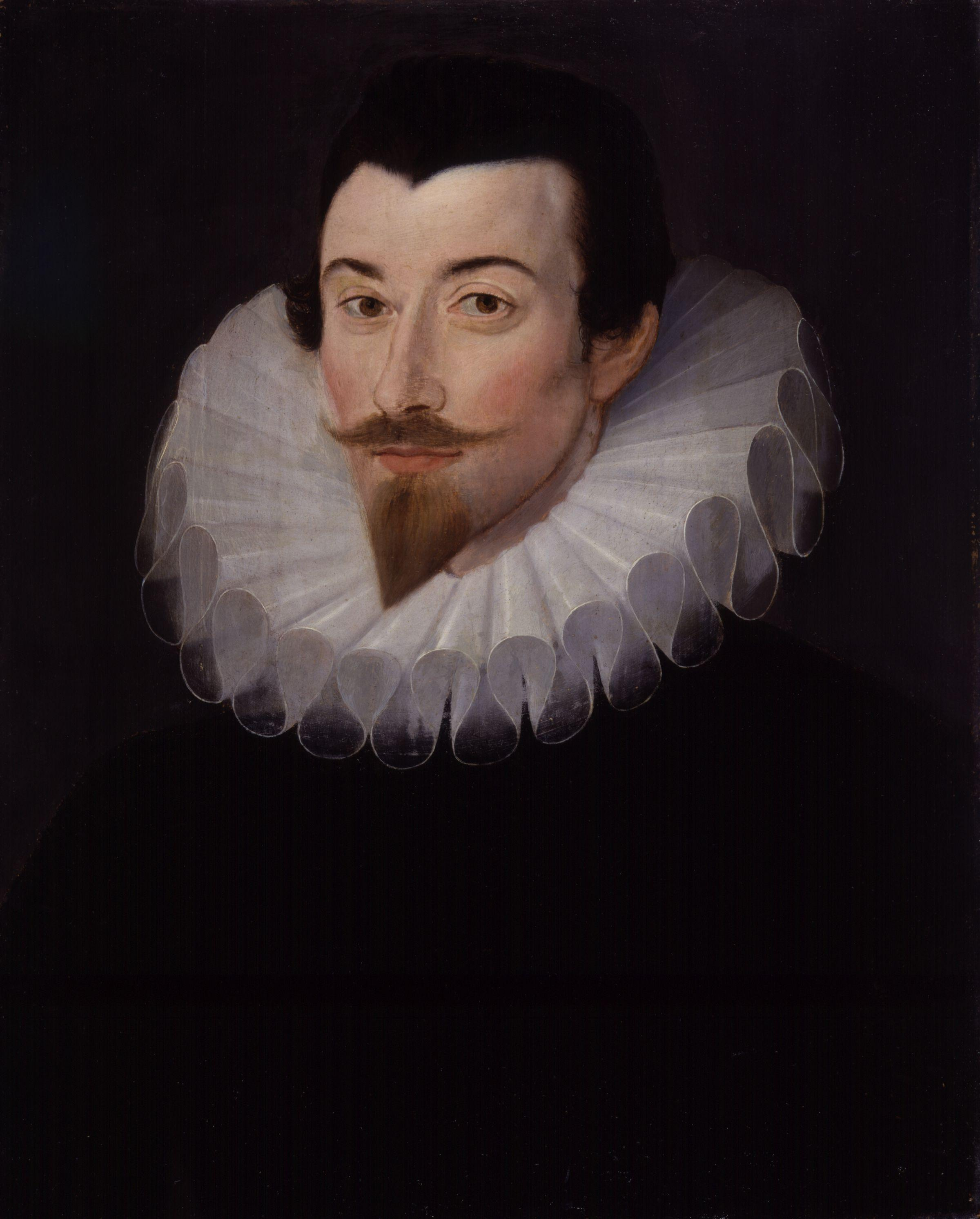
John Harington, um 1590

Sir John Harington (auch Harrington; getauft 4. August 1560; † 20. November 1612 in Kelston, Somerset) war ein englischer Dichter und Höfling. Einige seiner Werke veröffentlichte er unter dem Pseudonym Misacmos.

## Leben
Er war der ältere von zwei Söhnen des Höflings und Unterhausabgeordneten John Harington (um 1517–1582) aus dessen zweiter Ehe mit der Hofdame Isabell Markham († 1579). Er wurde am 4. August 1560 in der Kirche All Hallows-on-the-Wall in der City of London getauft. Dank der Stellung seiner Eltern bei Hofe waren seine Taufpaten Königin Elisabeth I. und William Herbert, 1. Earl of Pembroke. Er besuchte das Eton College und schloss 1581 ein Studium am King’s College der Universität Cambridge als Master of Arts ab. Er hatte eine juristische Ausbildung in Lincoln’s Inn begonnen, als er nach dem Tod seines Vaters dessen Ländereien in Kelston, Somerset, erbte.
Am 6. September 1583 heiratete er Mary Rogers († 1634). Mit ihr hatte er mehrere Kinder, darunter sein ältester Sohn John Harington (1589–1654), der Unterhausabgeordneter wurde.
John Harington betätigte sich unter anderem als Übersetzer italienischer und antiker Versepen in Versform ins Englische, darunter Ludovico Ariostos Orlando furioso (1591) und das sechste Buch von Vergils Aeneis (1604). Er war Höfling bei Königin Elisabeth I. und später bei König Jakob I. Bekannt wurde John Harington vor allem durch die Erfindung des Wasserklosetts im Auftrag von Königin Elisabeth I. im Jahre 1596. Die erste derartige Toilette befand sich in seinem Anwesen in Kelston in Somerset. Haringtons Erfindung wurde jedoch von seinen Landsleuten als schlechter Scherz aufgefasst. Trotz eines Buches mit der genauen Bauanleitung seiner Erfindung interessierte sich fast niemand dafür und sie geriet zunächst in Vergessenheit. Erst 1775 erhielt der schottische Erfinder Alexander Cumming das Patent für die Ausführung eines Wasserklosetts.
1599 nahm er unter Robert Devereux, 2. Earl of Essex, als Kommandeur einer Kavallerieabteilung an der Niederschlagung des Aufstands des Hugh O’Neill, 2. Earl of Tyrone, in Irland teil und wurde in Anerkennung seiner dortigen Leistungen zum Knight Bachelor geschlagen. 1605 wurde er auch zum Knight of the Bath geschlagen.

## Schriften
- Misacmos (Sir John Harington): A New Discourse of a Stale Subject, called the Metamorphosis of Ajax. Richard Field, London 1596.